# Jaskułdy
Jaskułdy (biał. Яскалды; ros. Ясколды) – wieś na Białorusi, w obwodzie grodzieńskim, w rejonie brzostowickim, w sielsowiecie Pograniczny.
Dawniej wieś, okolica szlachecka i 2 chutory. W dwudziestoleciu międzywojennym wieś leżała w Polsce, w województwie białostockim, w powiecie wołkowyskim.